# Matti Laan
Matti Laan, född 30 juli 1944, är en estnisk fysiker. Han är professor i ämnet optik och gasurladdningar vid Tartu universitet, där han leder Gasurladdningslaboratoriet.
Han är ledamot av Estniska vetenskapsakademien.